# Angraecum mauritianum
Angraecum mauritianum är en orkidéart som först beskrevs av Jean Louis Marie Poiret, och fick sitt nu gällande namn av Charles Frappier. Angraecum mauritianum ingår i släktet Angraecum och familjen orkidéer. Inga underarter finns listade i Catalogue of Life.